# Умершие в октябре 2011 года
Это список известных людей, соответствующих установленным критериям значимости (см. Википедия:Критерии значимости персоналий), умерших в октябре 2011 года.
Причина смерти указывается лишь в исключительных случаях (убийство, самоубийство, гибель в результате военных действий, смертная казнь, ДТП или несчастные случаи). В остальных случаях — не указывается.

## Список

### 1 октября

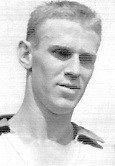
Свен Тумба-Юханссон

- Будаев, Дмитрий Иванович (88) — историк, преподаватель, почетный гражданин города Смоленска.
- Вайс, Пьеро (83) — итальянский и американский пианист, музыковед[1].
- Куксон, Джорджина (92) — британская актриса («Голая правда», «Эмма»)[2].
- Павел (Мантованис) (65) — иерарх Кипрской православной церкви, митрополит Кирении[3].
- Разяпов, Шифа Гарифуллович (86) — Герой Социалистического Труда.
- Силва, Линда (69) — португальская актриса[4].
- Тумба-Юханссон, Свен (80) — шведский хоккеист, капитан национальной сборной, трёхкратный чемпион мира (1953, 1957, 1962), двукратный призёр Олимпийских игр (1952, 1964), «Лучший хоккеист Швеции всех времён»[5].

### 2 октября
- Абу Салем, Франсуа (60) — палестинский актёр и режиссёр[6].
- Бедфорд, Дэвид (74) — британский композитор и музыкант[7].
- Пшигодда, Петер (69) — немецкий монтажёр кино, лауреат премии Deutscher Filmpreis (1975, 1978)[8].
- Соловьёв, Юрий Филиппович (86) — первый секретарь Ленинградского обкома КПСС в 1985—89 гг. Кандидат в члены Политбюро ЦК в 1986—1989 годах[9].
- Тасиос, Павлос (69) — греческий режиссёр, сценарист и продюсер[10].
- Фудерер, Андрия (80) — югославский и бельгийский шахматист, гроссмейстер[11].

### 3 октября
- Алексанян, Василий Георгиевич (39) — российский юрист, бизнесмен, исполнительный вице-президент компании ЮКОС с полномочиями президента[12].
- Армен, Кэй (95) — американская актриса, певица и композитор[13].
- Мейнел, Эден (88) — американский астроном, лауреат премии Жоржа ван Бисбрука (1990), его именем назван астероид 4065 Meinel[14]
- Мухаммад Али, Таха (80) — арабо-израильский поэт[15].
- Харрисон, Джордж (72) — американский пловец, чемпион летних Олимпийских игр в Риме в эстафете 4×200 вольным стилем[16].
- Шоабдурахманов, Шоназар (87) — узбекский ученый-языковед, филолог[17].

### 4 октября
- Белак, Дорис (85) — американская актриса[18].
- Егоров, Александр Николаевич (59) — советский и российский театральный актёр, театральный режиссёр, автокатастрофа. [www.kino-teatr.ru/teatr/activist/338412/bio/]
- Порат, Ханан (67) — израильский политический и общественный деятель, один из лидеров израильских поселенцев, один из основателей движения «Гуш Эмуним»[19].
- Тема, Музаффер (92) — турецкий киноактёр[20].
- Тот, Геза (79) — венгерский тяжёлоатлет, мировой рекордсмен, пятикратный чемпион мира, серебряный призёр летних Олимпийских игр в Токио (1964)[21].
- Ханамирян, Вануш (83) — армянский танцор и хореограф, народный артист Армении[22].
- Шило, Шмуэль (81) — израильский актёр и режиссёр[23].
- Юдина, Валентина (51) — российская театральная актриса, автокатастрофа. [www.kino-teatr.ru/teatr/acter/ros/338414/bio/]

### 5 октября

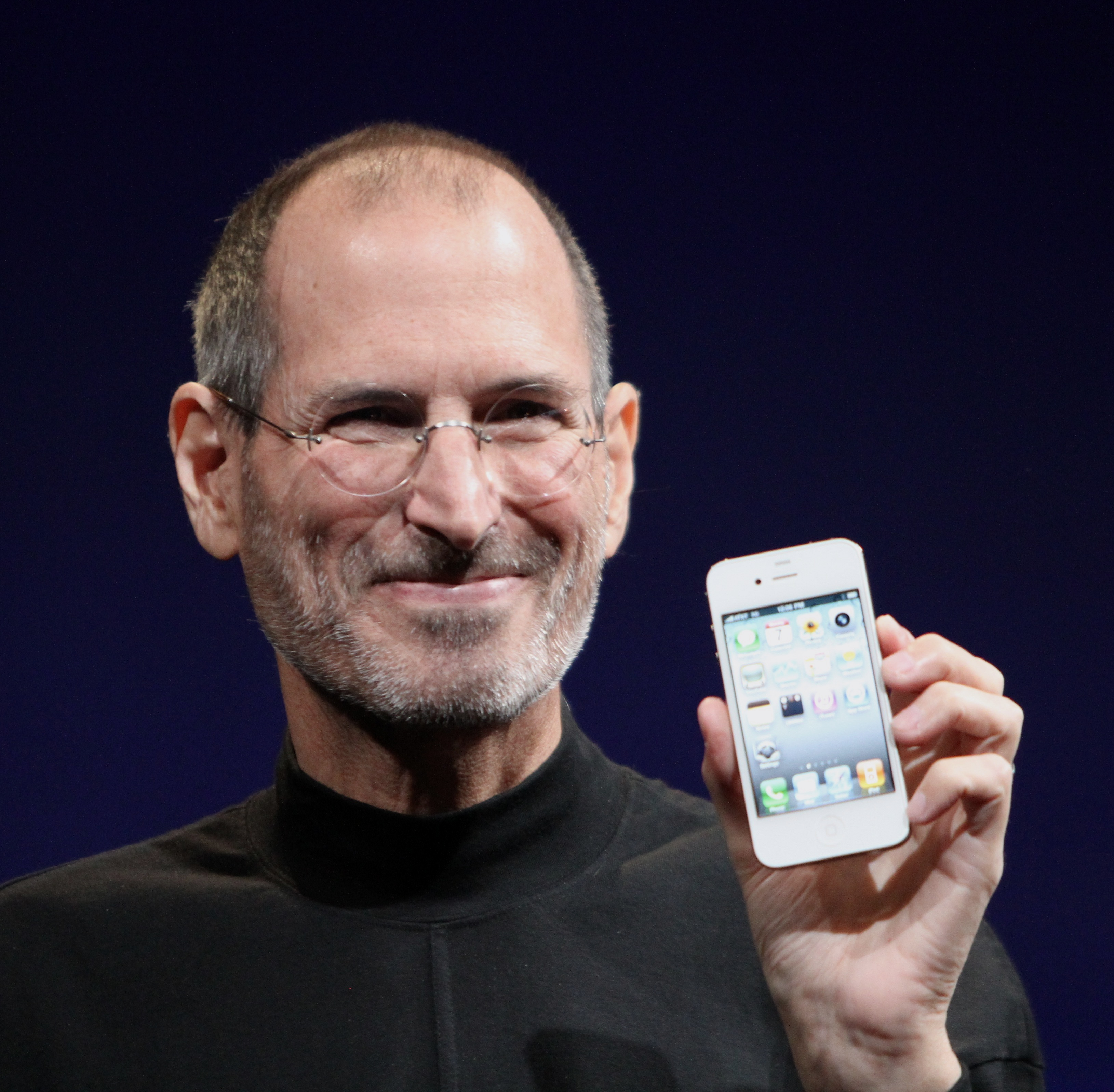
Стив Джобс

- Арболеда, Нивер (43) — колумбийский футболист, игрок национальной сборной, бронзовый призёр кубка Америки по футболу (1995)[24].
- Викут, Маргарита Андреевна (89) — доктор юридических наук, профессор кафедры гражданского процесса Саратовской государственной юридической академии, Заслуженный деятель науки РФ.[25]
- Джакс, Питер (45) — швейцарский хоккеист, игрок национальной сборной[26].
- Джанш, Берт (67) — шотландский гитарист, участник группы Pentangle[27]
- Джобс, Стив (56) — американский бизнесмен, изобретатель, основатель компании Apple[28]
- Ломбарди, Пьетро (89) — итальянский спортсмен, чемпион Олимпийских игр в Лондоне (1948) по греко-римской борьбе в легчайшем весе[29].
- Напьер, Чарльз (75) — американский актёр. [www.kino-teatr.ru/kino/acter/hollywood/59103/bio/]
- Соганалян, Саркис (82) — крупнейший торговец оружием периода «холодной войны»[30].
- Суренян, Карпис (86) — армянский писатель[31].
- Шаттлсворт, Фред (89) — американский правозащитник[32].
- Янш, Берт (67) — шотландский фолк-рок гитарист, певец и автор песен; рак[33].

### 6 октября
- Гамзатов, Гаджи Гамзатович (85) — академик РАН, председатель правления ДНЦ РАН (1990-98), директор Института языка, литературы и искусства ДНЦ РАН (1992—2005), сын Гамзата Цадасы, брат Расула Гамзатова[34].
- Иголинский, Ефим Михайлович (57) — Генеральный директор ОАО «Мостоотряд-19» с 2006[35].
- Лундвер, Ада (69) — эстонская актриса и эстрадная певица. [www.kino-teatr.ru/kino/acter/post/30766/bio/]
- Раджабов, Сафарали (56) — таджикский политический деятель, спикер парламента Таджикистана (1995—2000), министр образования (2000—2006)[36].
- Рамишвили, Отар (77) — грузинский поэт, композитор и певец[37].
- Розенгрен, Биргит (98) — шведская актриса[38].
- Силенто, Дайан (78) — австралийская актриса, номинантка на премию «Оскар», первая жена Шона Коннери[39].
- Чачава, Важа Николаевич (78) — пианист-концертмейстер, педагог[40].
- Шмаков, Игорь Игоревич (26) — российский актёр театра и кино; лейкемия. [www.kino-teatr.ru/kino/acter/ros/36710/bio/]

### 7 октября
- Алия, Рамиз (85) — албанский политический деятель. Руководитель государства (1982—1992)[41].
- Бейоль, Жюльен (23) — бельгийский футболист («Локерен»)[42].
- Бэйкер, Джордж (80) — британский актёр[43].
- Вечорек, Вацлав (53) — польский лётчик, чемпион и призёр чемпионатов мира и Европы[44].
- Иванов, Виктор Борисович (63) — художник-постановщик к/с «Ленфильм». лауреат Государственной премии РСФСР (1987) («Письма мёртвого человека»), Государственной премии Российской федерации (2000) («Барак»). [www.kino-teatr.ru/kino/painter/ros/13903/bio/]
- Кент, Пол — американский актёр[45].
- Кингсбери, Фред (84) — американский байдарочник, бронзовый призёр летних Олимпийских игр в Лондоне (1948) в четверке распашной[46].
- Ласло, Эндрю (85) — американский оператор венгерского происхождения, двукратный номинант премии «Эмми» (1973, 1980)[47].
- Пессель, Мишель (74) — французский антрополог, путешественник и писатель[48].
- Тамо, Мишаал (53) — лидер сирийских курдов, руководитель «Движения за будущее курдов»[49]

### 8 октября

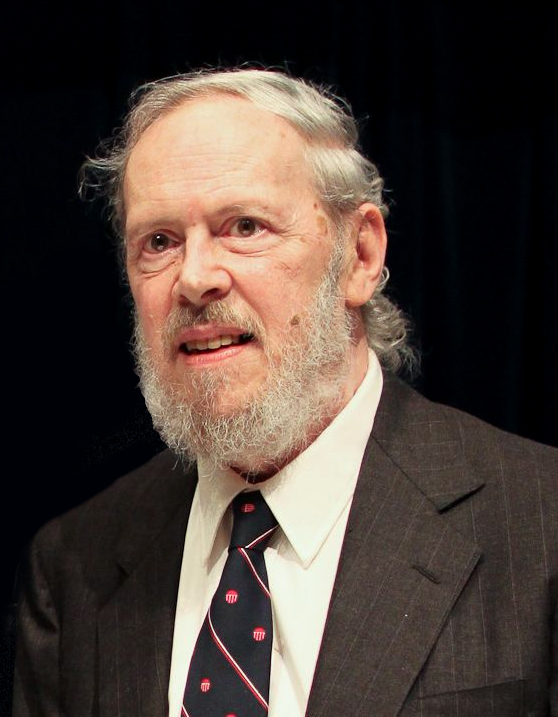
Деннис Ритчи

- Аветисян, Жирайр (84) — армянский кинорежиссёр[50].
- Бастриков, Юрий Георгиевич — белорусский оперный певец, народный артист Беларуси[51].
- Виксель, Ингвар (80) — шведский оперный певец[52].
- Дэйвис, Эл (82) — американский футбольный тренер и владелец команды «Окленд Рэйдерс»[53].
- Заколядожный, Георгий Иванович (53) — российский сценарист. [www.kino-teatr.ru/kino/screenwriter/ros/339034/bio/]
- Нэш, Мэрлин (85) — американская актриса[54].
- Престиа, Ширли — американская актриса («Окончательный анализ»)[55].
- Ритчи, Деннис (70) — американский компьютерный специалист, один из создателей языка программирования C, лауреат премии Тьюринга[56].
- Семёнов, Эдгар Александрович (74) — гендиректор "НПЦ «Алмаз-Фазотрон», лауреат Госпремии СССР, заслуженный деятель науки, доктор физико-математических наук, профессор[57].
- Сорокина, Нина Ивановна (69) — балерина, Народная артистка СССР[58]
- Уильямс, Роджер (пианист) (87) — американский пианист[59].
- Уэлш, Майки (40) — американский музыкант, (Weezer), передозировка наркотиков[60].
- де лас Фуентес Родригес, Хосе (91) — мексиканский политик, губернатор штата Коауила (1981—1987)[61].
- Хесс, Дэвид (69)— американский актёр[62].

### 9 октября
- Аранья, Рэй (72) — американский актёр («Крепкий орешек 3: Возмездие»)[63].
- Иванов, Иван Захарович (84) — директор Камского леспромхоза Министерства лесного хозяйства Татарской АССР (1966—1992), Герой Социалистического Труда[64].
- Карелин, Павел Алексеевич (21) — российский прыгун на лыжах с трамплина; автокатастрофа[65].
- Кингстон, Марк (77) — британский актёр[66].
- Уоррал Джек (97) — канадский спортсмен и спортивный деятель[67].
- Фальк, Вибеке (93) — норвежская актриса[68].
- Харди, Чонси (23) — американский баскетболист, убийство[69].
- Христеас, Антонис (74) — греческий баскетболист, игрок AEK и национальной сборной, победитель Кубка обладателей кубков (1968), тренер молодёжной сборной Греции по баскетболу[70].

### 10 октября
- Агаян, Рэй (83) — американский художник по костюму, лауреат премии «Эмми» (1967), трёхкратный номинант на кинопремию «Оскар» (1970, 1973, 1976)[71].
- Винанд, Карл (84) — немецкий политик (ФРГ), руководитель фракции СДПГ в Бундестаге (1967—1974)[72].
- Лерман, Александр (59) — певец, композитор, солист групп «Аракс», «Веселые ребята», «Скоморохи», профессор Йельского университета (США)[73].
- Милтон Кастелланос Эверардо (91) — мексиканский политик, председатель Палаты депутатов Парламента Мексики (1951), губернатор штата Нижняя Калифорния (1971—1977)[74].
- Молдагалиев, Туманбай (76) — казахстанский поэт, соавтор первого гимна независимого Казахстана[75].
- Постол, Алексей Григорьевич (91) — скульптор, реставратор, педагог и общественный деятель, профессор.
- Роселлини, Альберт (101) — американский политический деятель, губернатор штата Вашингтон (1957—1965)[76].
- Сингх, Джагджит (70) — индийский певец и композитор[77]. Архивная копия от 5 ноября 2011 на Wayback Machine
- Таузиг, Отто (89) — австрийский писатель, сценарист, актёр и режиссёр[78].

### 11 октября
- Гэлвин, Боб (89) — американский предприниматель, главный исполнительный директор Motorola (1959—1986)[79].
- Диаконеску, Ион (94) — румынский политический деятель, первый вице-президент (1989—1996) и президент (1996—2000) христианско-демократической национальной крестьянской партии Румынии, Президент Палаты депутатов Парламента Румынии (1996—2000)[80].
- Камени, Фрэнк (86) — американский общественный деятель, борец за права ЛГБТ[81]
- Холман, Кит (84) — австралийский спортсмен, игрок национальной сборной по регби, чемпион мира (1957)[82].

### 12 октября
- Беннент, Хайнц (90) — немецкий актёр, номинант на премию «Сезар». («Последнее метро», «Из жизни марионеток»)[83]
- Бреслин, Патриция (80) — американская актриса[84].
- Гара, Солтан (49) — азербайджанский художник[85].
- Долимов, Турабек Нугманович (74) — узбекский геолог, академик Академии наук Республики Узбекистан[86].
- Кабонго, Дедонн (61) — бельгийский актёр («День восьмой»)[87].
- Кузнецов, Виталий Яковлевич (70) — дзюдоист и самбист СССР, серебряный призёр олимпийских игр[88]. Архивная копия от 18 апреля 2020 на Wayback Machine (English)
- Подольский, Евгений Михайлович (77) — первый секретарь Тамбовского обкома КПСС (1985—1991)[89].
- Торнетт, Дик (71) — австралийский спортсмен, игрок национальной сборной по регби, чемпион мира (1968)[90].
- Хершко, Янош (85) — венгерский режиссёр и актёр[91].
- Хэммонд, Питер (87) — британский актёр и режиссёр («Грозовой перевал»)[92].

### 13 октября
- Аллен, Шейла (английская актриса) (78) — британская актриса («Дети проклятых»)[93].
- Гринь, Валерий Александрович (64) — заместитель главнокомандующего Ракетными войсками стратегического назначения по космическим средствам, генерал-лейтенант в отставке[94].
- Гюнгёр, Хасан (77) — турецкий спортсмен, чемпион летних Олимпийских игр в Риме (1960) в первом среднем весе[95].
- Дойг, Крис (63) — новозеландский оперный певец[96].
- Кент, Барбара (103 или 104) — американская актриса немого кино[97].
- Сей, Абдулайе (77) — сенегальский спортсмен, бронзовый призёр летних Олимпийских игр в Риме (1960) в беге на 200 м (выступал за сборную Франции)[98].

### 14 октября
- Губерман, Давид Миронович (82) — советский и российский геолог, доктор технических наук, заслуженный геолог РСФСР, академик РАЕН, директор НПЦ «Кольская сверхглубокая»[99].
- Коричнев, Валерий Васильевич (69) — первый заместитель генерального директора ФАПСИ (?-2003), генерал-полковник в отставке[100].
- Межов, Сергей Ильич (58) — советский и российский актёр театра и кино. [www.kino-teatr.ru/teatr/acter/m/ros/15052/bio/]
- Поллан, Лаура (63) — кубинская диссидентка, основавшая оппозиционное движение «Женщины в белом»[101].
- Ульянов, Виталий Андреевич (86) — участник Великой Отечественной войны, генерал-лейтенант, Герой Советского Союза[102].
- Элкок, Рэг (63) — канадский политический деятель, министр (2003—2006)[103].

### 15 октября
- Белый, Анатолий Ефимович — ученый и коллекционер, основатель Минского городского культурно-просветительского клуба «Спадчына» и Стародорожского музея изобразительного искусства.
- Драйвер, Бетти (91) — британская актриса[104].
- Дунстан, Дональд (88) — австралийский военный и политический деятель, губернатор штата Южная Австралия (1982—1991)[105].
- Мамбунду, Пьер (65) — габонский оппозиционный политик, президент Габонского народного союза[106].
- Фоменко Алексей Васильев (70) — первый шофер Пензенской Области.

### 16 октября
- Руголо, Пит — американский композитор[107].
- Танке, Элизабет (67) — камерунский политик, министр планирования и регионального развития (1988—1992)[108].
- Уэлдон, Дэн (33) — британский автогонщик, несчастный случай во время гонки[109].

### 17 октября
- Брагин, Павел Дмитриевич (39) — российский оперный певец, солист Пермского театра оперы и балета[110].
- Герлах, Манфред (83) — немецкий политик, председатель Либерально-демократической партии Германии (1967—1990), последний председатель Государственного совета ГДР (1989—1990)[111].
- Гиди, Освальдо (47) — аргентинский актёр. («Антонелла», «Селеста», «Дикий ангел»), самоубийство[112].
- Денсон, Барни (90) — канадский политик, министр национальной обороны (1976—1979)[113].
- Рзаев, Нуреддин (81) — азербайджанский врач и учёный, доктор медицинских наук, заслуженный деятель науки[114].

### 18 октября
- Бондарь, Римма Дмитриевна (73) — украинский советский археолог-античник.
- Дзандзотто, Андреа (90) — итальянский поэт[115].
- Качмарек, Ян (91) — польский политик, министр науки, высшего образования и технологии (1972—1974)[116].
- Киттлер, Фридрих (68) — немецкий историк литературы, теоретик электронных медиа[117].
- Корвин, Норман (англ., 101) — американский литератор, сценарист, драматург, номинант кинопремии «Оскар» («Жажда жизни»)[118].
- Котова, Елизавета Исааковна (86) — заведующая литературной частью театра «Современник» (1963—1977)[119].
- Михаил (Стаикос) (64) — архиерей Константинопольской православной церкви, Митрополит Австрийский, экзарх Венгрии (с 1991)[120].
- Чхиквадзе, Рамаз Григорьевич (83) — актёр театра им. Ш.Руставели и кино Грузии, лауреат Государственной премии СССР, Народный артист СССР, Герой Социалистического Труда[121].
- Эверак, Паул (87) — румынский драматург[122].
- Чизенга, Мофия (28) — замбийская фотомодель, королева красоты Замбии. Умерла при родах[123]

### 19 октября
- Мейерсон, Кен (48) — американский теннисный агент[124].
- Осадчук, Богдан (91) — украинский историк, журналист и публицист, профессор Свободного университета Берлина[125].
- Прагер, Ули (95) — основатель международной сети отелей и ресторанов Mövenpick[126].
- Савич, Тадеуш (97) — польский военный лётчик, ветеран Второй мировой войны, участник битвы за Британию, кавалер Virtuti Militari[127].

### 20 октября

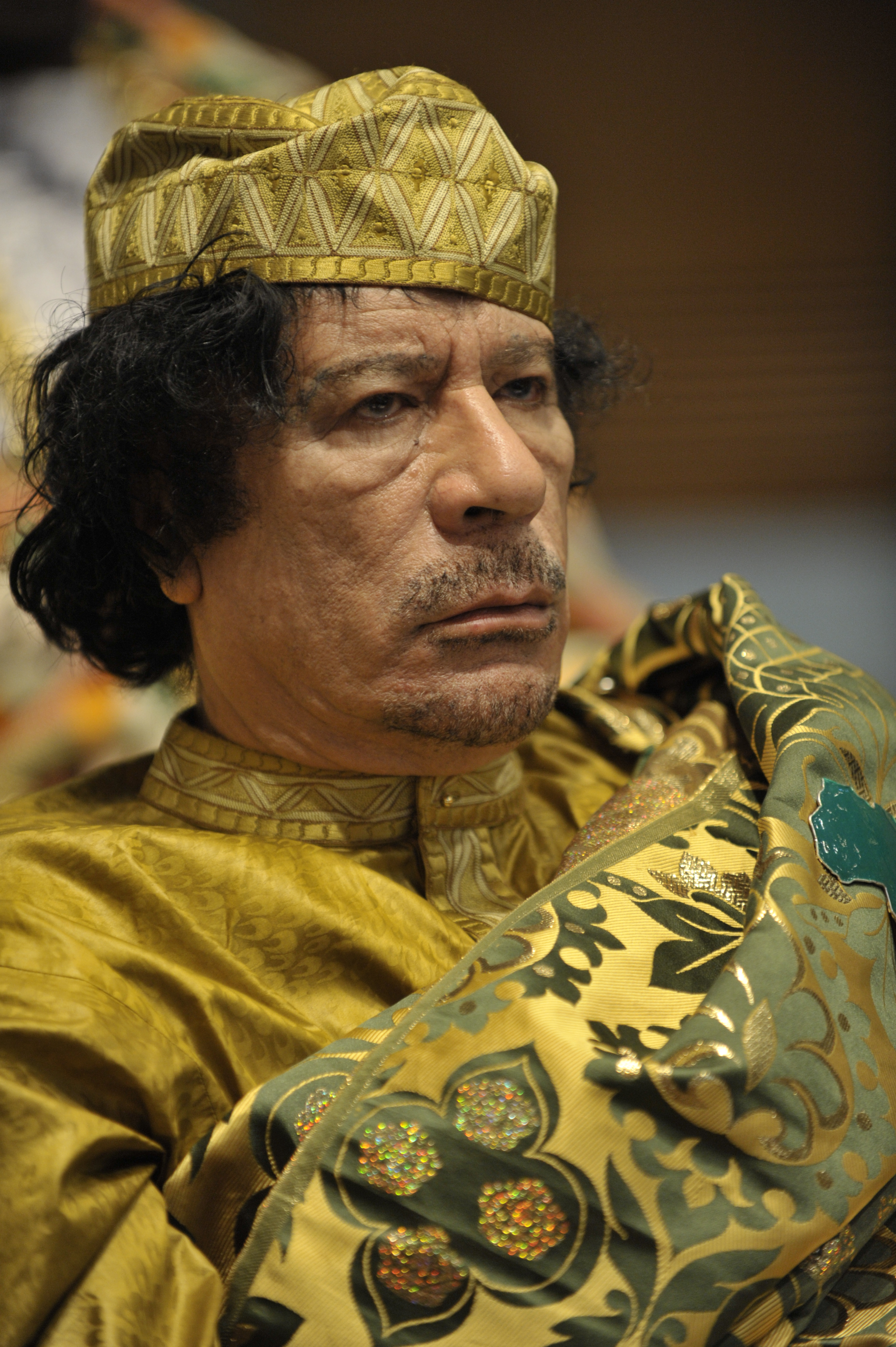
Муаммар Каддафи

- Абу Бакр Юнис Джабер (59) — ливийский военный и политический деятель, министр обороны (с 1970)[128].
- Каддафи, Муаммар (69) — ливийский государственный и военный деятель, глава Ливийской Арабской Джамахирии (1969—2011); убит[129].
- Каддафи, Муттазим Билла (34) — офицер ливийской армии, пятый сын лидера Ливийской Джамахирии полковника М.Каддафи; убит[130].
- Ллойд, Сью (72) — британская актриса («Досье „Ипкресс“»)[131].
- Манат Чуабсамай, Иоанн Боско (75) – Таиландский католический прелат, епископ Ратчабури[132]. (English)
- Маркин, Виктор Васильевич (62) — член Союза художников России (с 2000), мастер романовской игрушки[133][134].
- Пуц, Изток (45) — югославский и хорватский гандболист, чемпион летних Олимпийских игр в Атланте 1996, бронзовый призёр летних Олимпийских игр в Сеуле 1988, призёр чемпионатов мира и Европы, рак лёгких[135].
- Сенусси, Абдулла (61—62) — глава ливийской военной разведки. (О смерти объявлено в этот день)[136].
- Табаксблат, Моррис (74) — нидерландский предприниматель, председатель совета директоров компании Unilever (1994—1999), председатель Европейского Круглого стола промышленников (1999—2001)[137].
- Таллон, Рожер[англ.] (82) — французский промышленный дизайнер.[138]
- Холл, Дэннис (54) — американский оператор («Джек и Бобби», «Элай Стоун», «Иствик»)[139].

### 21 октября

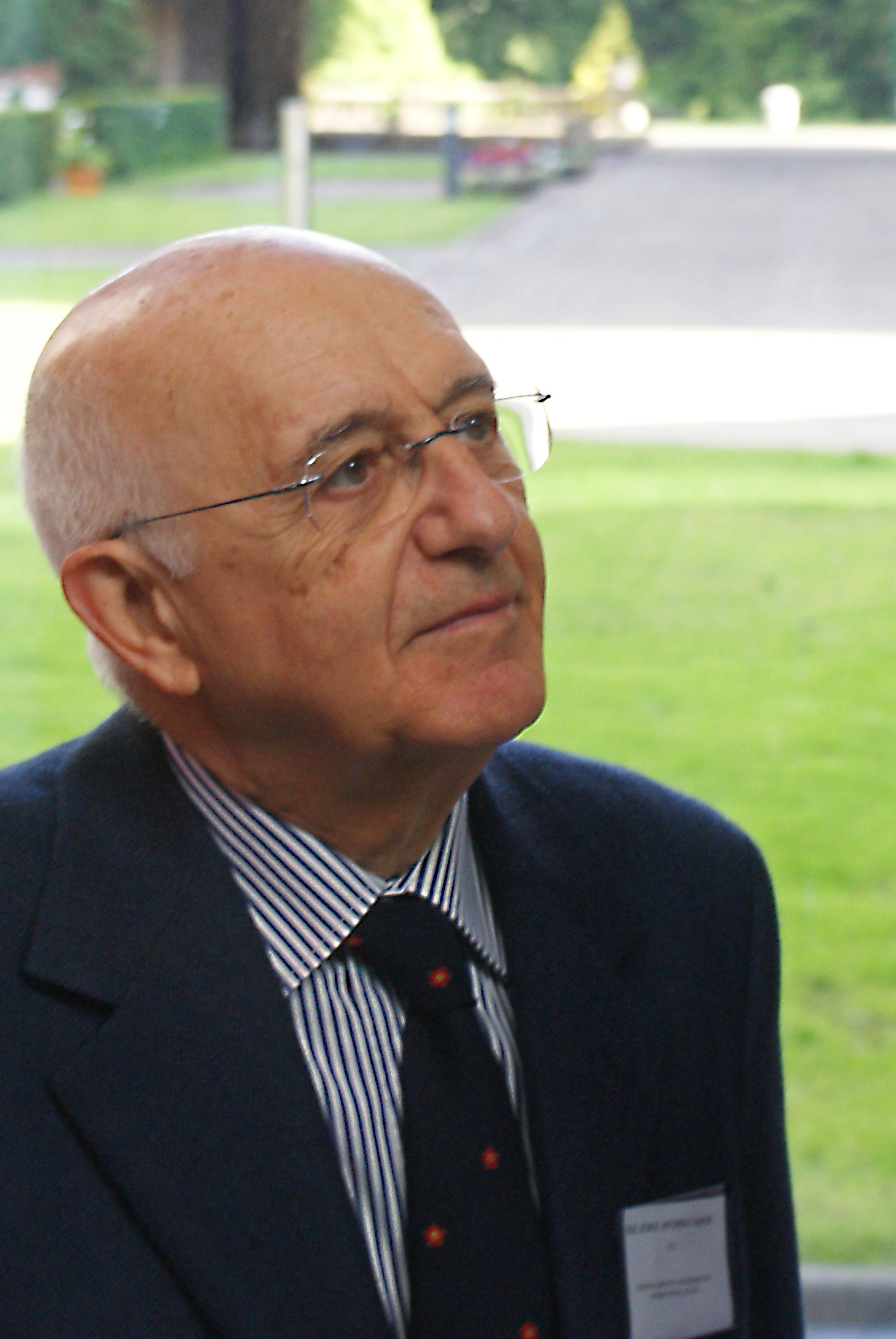
Антонио Кассезе

- Кассезе, Антонио (74) — итальянский юрист, председатель Международного трибунала по бывшей Югославии, председатель специального трибунала по Ливану.[140]
- Мансур, Анис (87) — египетский журналист, писатель и философ[141].
- Олерский, Александр (38) — футболист сборной Эстонии[142].
- Павчек, Тоне (83) — словенский писатель и переводчик книг с русского языка[143].

### 22 октября
- Султан ибн Абдул-Азиз Аль Сауд (83) — саудовский кронпринц (c 2005), министр авиации и обороны (1962—2011)[144].

### 23 октября
- Бхутто, Нусрат (82) — вдова президента Пакистана Зульфикара Бхутто, мать премьер-министра Пакистана Беназир Бхутто, первая леди страны (1971—1977)[145].
- Доусон, Оскар Стэнли (87) — командующий Военно-морскими силами Индии (1982—1984)[146].
- Злотов, Дмитрий Викторович (48) — директор по дистрибуции ГК ЛАНИТ, управляющий директор компании Treolan[147].
- Капустин, Евгений Александрович (89) — украинский учёный, доктор технических наук. https://www.webcitation.org/66aK6wvav?url=http://www.0629.com.ua/news-16685.html. Дата обращения: 23 апреля 2015. Архивировано из оригинала 28 декабря 2011 года.
- Кумма, Александр Владимирович (81) — советский сценарист, автор сценариев к ряду мультфильмов («Волшебник Изумрудного города»)[148].
- Лубис, Бронисловас (73) — литовский политик и предприниматель, премьер-министр Литвы (1992—1993)[149].
- Симончелли, Марко (24) — итальянский гонщик MotoGP, чемпион мира (2008); несчастный случай на Гран-при Малайзии во время гонки[150].
- Хауптман, Херберт Аарон (94) — американский математик и химик, лауреат Нобелевской премии по химии 1985 года[151].
- Чумаков, Василий Тимофеевич (84) — фотожурналист, фотокорреспондент Вёшенской районной газеты «Советский Дон».

### 24 октября

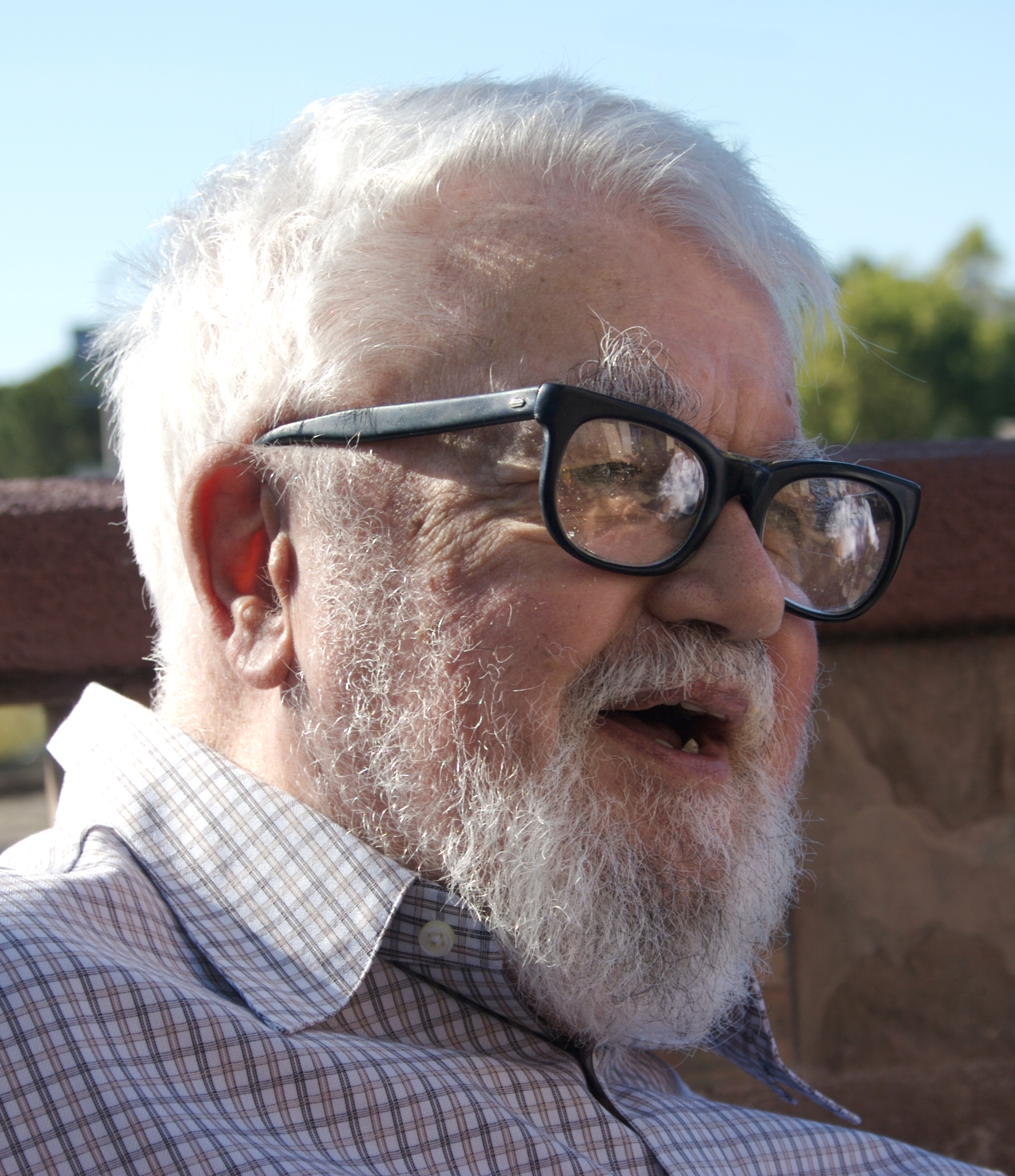
Джон Маккарти

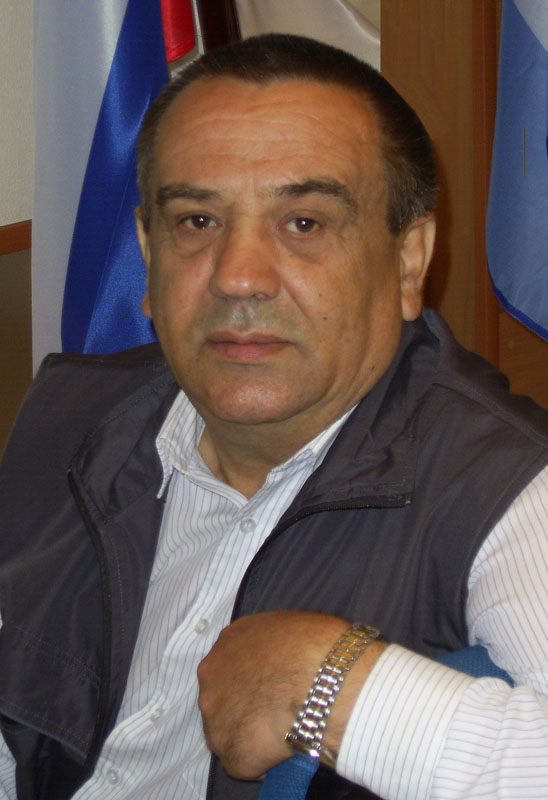
Александр Павлов

- Безверхняя, Эльша Моисеевна (101) — российская актриса[152].
- Витович, Олег Васильевич (44) — украинский политический деятель, председатель УНА-УНСО (1994—1999)[153].
- Киртанананда Свами (74) — американский кришнаитский гуру, проповедник и писатель[154].
- Маккарти, Джон (84) — американский информатик, автор термина «искусственный интеллект» (1955), изобретатель языка Лисп (1958), основоположник функционального программирования[155].
- Морио Кита (84) — японский писатель[156].
- Лопес, Эктор (боксёр) (44) — мексиканский боксёр, серебряный призёр летних Олимпийских игр в Лос-Анджелесе 1984, самый молодой боксёр в истории Олимпийских игр[157].
- Павлов, Александр Борисович (61) — уральский поэт, член Союза писателей России, лауреат премии имени Мамина-Сибиряка[158].
- Подгорная (Павлова), Нинель Ивановна (80) — актриса Центрального Академического Театра Российской Армии и кино[159].
- Саломон, Амнон (71) — израильский кинооператор («Горячая жевательная резинка», «Давилка»)[160].
- Хон, Ларри (80) — плотник, автор ряда книг и видеопособий по строительству каркасных домов (США)[161]
- Чулей, Ливиу (88) — румынский актёр, режиссёр, художник театра и кино, заслуженный артист СРР (1958). [www.kino-teatr.ru/kino/acter/euro/236617/bio/]
- Юханссон, Челль (65) — шведский настольный теннисист, четырёхкратный чемпион мира (1967, 1969, 1973), десятикратный чемпион Европы, многократный призёр чемпионатов мира и Европы[162].

### 25 октября
- Вердкурт, Бернард (86) – британский биолог[163].
- Вудхолл, Норри (105) — британская актриса, выступала на сцене до конца жизни[164].
- Лопес Очоа, Мануэль (78) — мексиканский актёр, запомнившийся зрителям ролью Дона Федерико Рейеса в телесериале Просто Мария (1989)[165]
- Реут, Фёдор Михайлович (64) — командующий группой российских войск в Закавказье (1992—1999), генерал-полковник в отставке[166].
- Чубуков, Георгий Васильевич (84) — советский и российский учёный-правовед, доктор юридических наук.

### 26 октября
- Брауде, Людмила Юльевна (83) — переводчица, литературовед, доктор филологических наук, профессор СПбГУКИ[167].
- Лапшин, Ярополк Леонидович (91) — советский и российский кинорежиссёр, сценарист, народный артист РСФСР, лауреат Государственной премии РСФСР[168].
- Мкртчян, Анатолий Ашотович (80) — министр иностранных дел Армянской ССР, Чрезвычайный и Полномочный Посол СССР и России в Лесото. (1991—1992)[169].
- Нисканен, Уильям (78) — американский экономист[170].
- Сенилагакали, Иона (81) — премьер-министр Фиджи (2006—2007)[171].
- Сошинская, Лариса Гавриловна (85) — актриса театра, заслуженная артистка РСФСР. [www.kino-teatr.ru/teatr/acter/w/sov/321033/bio/]

### 27 октября
- Говорухин, Сергей Станиславович (50) — российский кинорежиссёр, сценарист, писатель и журналист, сын Станислава Говорухина; инсульт[172].
- Грэм, Т.Макс (70) — американский актёр (Голова-ластик)[173].
- Дятловицкая-Дятловская, Галина Наумовна (85) — российская актриса Театра Моссовета. [www.kino-teatr.ru/teatr/acter/w/sov/27474/bio/]
- Жиро, Мишель (82) — французский политик, министр труда, занятости и профессионального образования (1993—1995)[174].
- Исрафаилов, Сиражудин (57) — шейх, исламский духовный лидер Южного Дагестана; убийство[175].
- Казанский, Александр (76) — член Союза художников России, народный художник Российской Федерации, профессор, Действительный член Российской Академии художеств, Лауреат Государственной премии Бурятской АССР[176].
- Прицкер, Роберт (англ., 82) — американский предприниматель-миллиардер из семьи Прицкер[177].
- Хиллман, Джеймс (85) — американский психолог, основатель архетипической психологии[178].
- Чимитдоржиев, Владимир Лхамаевич (Бабу-лама) (55) — российский буддийский деятель, ректор Агинской Буддистской академии, автор учебника «Основы буддийской культуры»[179].

### 28 октября
- де Клерк, Вилли (84) — бельгийский политик, министр финансов (1973—1977, 1981—1985), комиссар Европейской комиссии от Бельгии (1985—1989)[180].
- Груша, Иржи (72) — чешский писатель, поэт и дипломат, посол Чехословакии в ФРГ(1991—1997), министр образования (1997), посол Чехии в Австрии (1998—2004), президент международного ПЕН-клуба (2004—2009)[181].
- Дэвис, Бэрил (87) — британская певица[182].
- Почиани, Латавра (72) — грузинская танцовщица[183].
- Христи, Кэмпбелл (74) — шотландский профсоюзный деятель, Генеральный секретарь Шотландского конгресса профессиональных союзов (1986—1998)[184].
- Шахатуни, Елизавета Аветовна (99) — советский и украинский учёный армянского происхождения[185].
- Яблонски, Бернардо (59) — американский актёр («Дикая орхидея»). [www.kino-teatr.ru/kino/acter/latin/124864/works/]

### 29 октября
- Аксгиль, Аксель (96) — датский гей-активист[186].
- Видарте, Вальтер (80) — уругвайский актёр[187].
- Виджеератне, Моно (54) — шри-ланкийский политик, министр (1993—1994)[188].
- Ламурё, Робер (91) — французский актёр, режиссёр, сценарист и эстрадный певец[189].
- Мурадов, Сахат Непесович (79) — туркменский политический деятель, председатель Верховного Совета Туркменистана (1990—2001), (с 1995 председатель Меджлиса)[190].
- Питтс, Роберт (92) — американский баскетболист, олимпийский чемпион Игр в Лондоне (1948)[191].
- Семанов, Сергей Николаевич (77) — писатель, историк, главный редактор журнала «Человек и закон» (1976—1981)[192].
- Сэвил, Джимми (84) — британский телеведущий, старейший диджей, придумавший дискотеки (1943)[193].
- Хольмберг, Ингве (86) — шведский политик, лидер Умеренной коалиционной партии (1965—1970)[194].
- Швец, Геннадий Васильевич (64) — спортивный журналист, руководитель департамента общественных связей Олимпийского комитета России (2001—2010); отравление[195].

### 30 октября

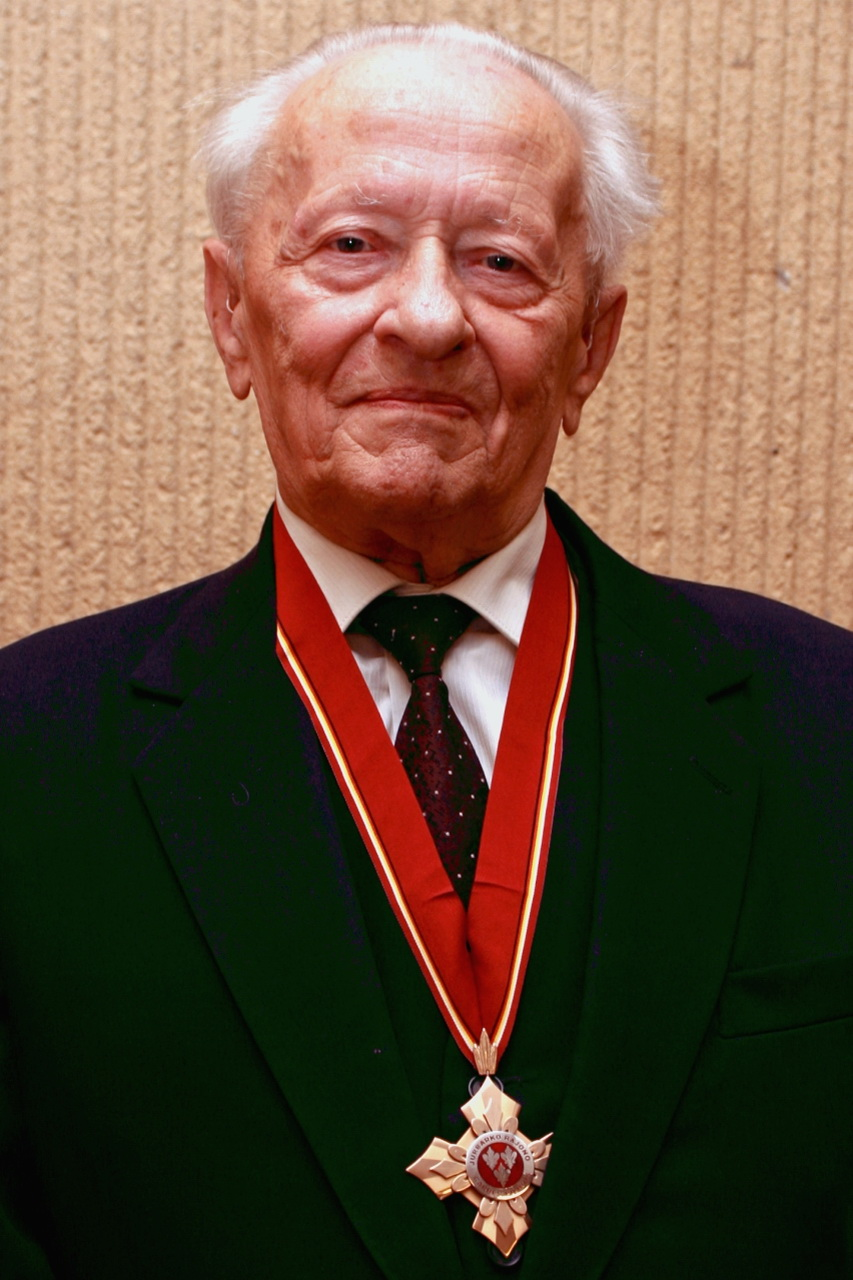
Йонас Кубилюс

- Береза, Николай (42) — руководитель цирковой клоунской группы «Микос»; несчастный случай[196].
- Зенджани, Аббас-Али Амид (74) — иранский политический и религиозный деятель, аятолла, ректор Тегеранского университета (2005—2008)[197].
- Кубилюс, Йонас (90) — литовский математик, основатель литовской математической школы, академик Академии наук Литовской ССР(1962), ректор Вильнюсского университета (1958—1991), Герой Социалистического Труда (1969)[198].
- Лав, Филлис (85) — американская актриса (Дружеское увещевание)[199]
- Малиновский, Виктор Петрович — нижегородский художник-живописец, заслуженный художник России[200].
- Обри, Серж (69) — канадский хоккейный вратарь (Квебек Нордикс)[201].

### 31 октября
- Альберт, Флориан (70) — венгерский футболист, игрок Ференцвароша и национальной сборной, бронзовый призёр летних Олимпийских игр 1960, обладатель «Золотого мяча» (1967)[202]..
- Андерсон, Лиз (81) — американская певица и автор песен, двукратная номинантка на премию Грэмми (1967), мать Линн Андерсон[203].
- Анчарт, Альберто (80) — аргентинский актёр («Флорисьента»)[204].
- Грейф, Борис де (81) – колумбийский шахматист[205]. (Spanish)
- Кутянин, Леонид Иванович (69) — директор волгоградского завода «Химпром» (1985—2003), лауреат Государственной премии УзбССР им. Абу Райхона Беруни (1985)[206].
- Кэйтс, Гилберт (77) — американский режиссёр («Ответный огонь»)[207].
- Сейбу, Али (71) — Председатель Высшего военного совета (1987—1989) и президент (1989—1993) Нигера.[208]
- Хильбе, Альфред (83) — премьер-министр Лихтенштейна (1970—1974)[209].